# 英国短毛猫
英國短毛貓（British Shorthair），是欧洲短毛貓和美國短毛貓的對應品種。

## 歷史
19世紀末愛麗斯夢遊仙境中路易斯·卡洛爾的柴郡貓就被描繪成了一隻英國短毛斑紋貓。幾乎在同一時代，英國的育種專家們，包括哈里斯威爾開始了挑選最美麗雜交種貓的工作。
1871年育種結果參加倫敦水晶宮博覽會。參展的這些貓稱做英國短毛貓，以便和其他外國和東方品種，以及和像安哥利亞貓這樣的長毛品種區分開來。
1901年，英國貓俱樂部成立了。第一批的英國短毛貓（大多數為黑色）和沙特爾貓形似。後來兩個品種的後代已經不分彼此。所以 FIFE 決定將這兩個品種合二為一。但1977年 FIFE 又重新規定將這兩個品種分離，並禁止繼續將他們雜交。
二次世界大戰後，英國短毛貓和波斯貓以進一步塑造其形象，並豐富起被毛色彩。結果該品種的新品種如：多彩斑點 1980 年被 CFA 承認。該品種的最新標準由 TICA 於 1993 年公佈法國 FFF 於 1979 年認可了該品種。另一說法是戰後，英短這個品種瀕臨滅絕，繁殖家為了挽救品種，曾經一度用波斯和英短繁殖後代，選擇外形接近英短的繼續繁殖。此舉雖然拯救了英短，卻也使許多英短的血統裏帶上了波斯貓的長毛基因。總之不論是第一個原因或第二個原因，都使得多數的英短帶有波斯的隱性長毛基因。但不管如何，英國短毛貓依然是個廣受歡迎的品種。

## 概述

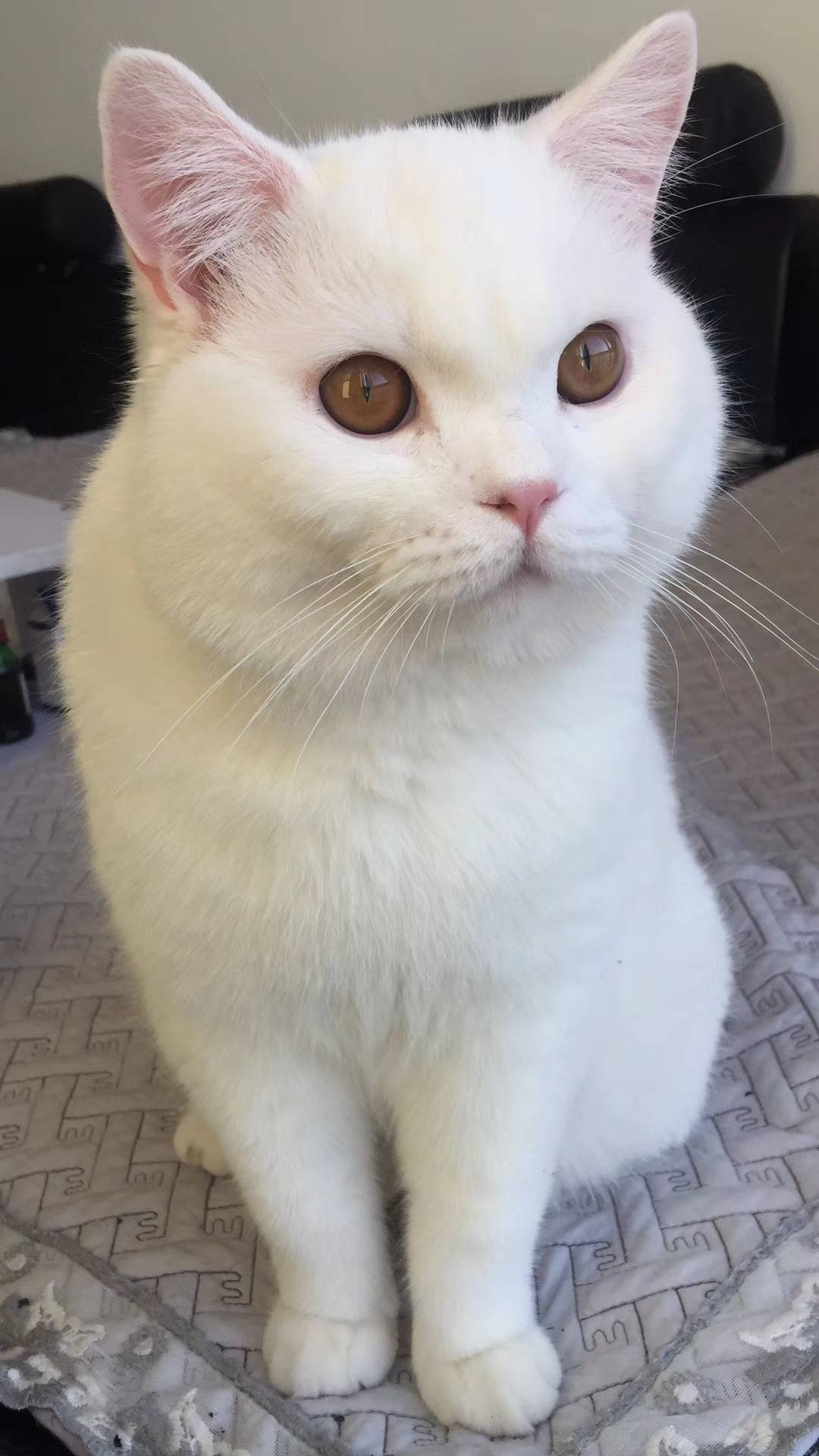
一只雄性纯白色英国短毛猫，擁有圓潤口鼻的豐滿臉頰

中等到大型。體重 4 到 8 公斤（9~18磅）。半矮胖型身體（緊湊）。有力、肌肉發達、渾然一體。

### 耳
大小中等，基部寬呈三角形。間距適中。

### 眼
大而圓，間距大。顏色和被毛相協調為佳（古銅色、金色、藍色、綠色、藍綠色、異色眼）。

### 頸
短，粗，肌肉發達。

### 身體
緊湊、渾然一體。胸、肩、臀寬。肌肉發達。

### 腿和爪
腿短而有力。骨骼強壯。肌肉發達。圓形爪。

### 尾
長度為身體的 3/4 。基部粗大，從基部到圓形尾尖呈逐漸變小趨勢。

### 皮毛
由於英短本不應有雙層毛，這種絨密得插針不入的毛，也會非常挺拔而不易塌下來，貓的體型也因此而飽滿得多，毛長一點體型就會漲一點，那就會看起來體型很大，這些從澳洲和歐洲培育出來的英短可輕易看得到。但諷剌的是，這種毛其實是與傳統相違背的，因為英短原是一種在潮濕的英國大陸的全天候街貓，毛應有排水的能力，但這種毛偏偏是吸水極強的，因其是與波斯貓的混血。美國人一向排斥英短與波斯雜交，哪怕只是有一些波斯貓才會出現的毛色也不行，但在藍色的英短上，他們早就對來自波斯的毛質欣賞到極點。

## 特徵
恬靜、溫馴，易於相處。英國短毛貓是主人的良伴，易於適應城市或鄉村的生活（在鄉村有它們天性愛好的捕獵的機會）。英國短毛貓和其他的貓和狗相處和諧。它精力充沛、貪玩而且非常有愛心，但並不給人添麻煩。這種能適應惡劣環境的品種要到 2 到 3 歲時才性成熟。它的發育開始得也相對晚。每週一次梳理毛髮即可。但在脫毛季節（這個品種的貓脫毛脫得很厲害），每天一次的梳理是必要的。
除了英國短毛貓以外，還有美國短毛貓、異國短毛貓、蘇格蘭折耳貓也是倍受人們喜歡的寵物貓。

## 飼養秘诀

### 环境
英国短毛猫的老祖宗们给它们留下了刻苦耐劳的優良血統，这使牠們對環境的適應性比一般的猫高的多，面对驟變或陌生的环境可以泰然处之。

### 饮食
所有的猫都有一个共同的特点，就是肠胃的消化功能比较弱，英国短毛猫也不例外，这主要体现在突然更换口粮的时候，主人如果换粮太突然，就会导致它腹泻，但也不需要过多的担心，只要合理地慢慢地让它适应新的猫粮，不要一次全部换掉，就不容易造成貓的不適了。

### 运动
英国短毛猫喜欢亲近主人，但如果一直以来牠們都只喜欢乖乖地趴在主人的膝盖上睡觉，那就需要注意了，因为猫咪长期不做运动就容易发胖，而体型过胖的猫，身体状况也容易出现问题。
每天至少要陪牠活動半个小时左右，這樣的運動量才可以讓貓保持良好的體態與健康。

## 外部連接
- The Interest Group Cat’s Healthy Hearts Association (IG HGK)
- British Shorthair kitten information, sources, breeders （页面存档备份，存于）